# Eosentomon burahacabanicum
Eosentomon burahacabanicum är en urinsektsart som beskrevs av Yin och Romano Dallai 1985. Eosentomon burahacabanicum ingår i släktet Eosentomon och familjen trakétrevfotingar. Inga underarter finns listade i Catalogue of Life.